# Emma Lahana
Emma Kate Lahana (Auckland, 27 giugno 1984) è un'attrice e cantante neozelandese, nota per il ruolo di Kira Ford nella serie Power Rangers: Dino Thunder e di Brigid O'Reilly in Cloak & Dagger.

## Biografia
Dopo aver studiato violino e canto, partecipa a diversi film e serie televisive.

## Filmografia

### Cinema
- Alien Hunt - Attacco alla Terra (Alien Agent), regia di Jesse V. Johnson (2007)
- Transparency, regia di Raul Inglis (2010)

### Televisione
- Shortland Street – serial TV (2000-2001)
- You Wish! - Attenzione ai desideri (You Wish!), regia di Paul Hoen – film TV (2003)
- Power Rangers Dino Thunder – serie TV, 38 episodi (2004)
- Power Rangers S.P.D. – serie TV, episodi 1x31-1x35 (2004)
- Supernatural – serie TV, episodio 2x15 (2007)
- Kyle XY – serie TV, episodio 2x06 (2007)
- Power Rangers Operation Overdrive – serie TV, episodi 1x20-1x21 (2004)
- Stargate Atlantis – serie TV, episodio 4x15 (2008)
- The L Word – serie TV, episodio 5x07 (2008)
- Psych – serie TV, episodio 3x16 (2009)
- Tempesta polare (Polar Storm), regia di Paul Ziller - film TV (2009)
- Heartland – serie TV, episodi 4x01-4x10 (2010-2011)
- Hellcats – serie TV, 12 episodi (2010-2011)
- Due case per Natale (Trading Christmas), regia di Michael Scott – film TV (2011)
- Big Time Movie, regia di Savage Steve Holland – film TV (2012)
- Emily Owens, M.D. – serie TV, episodio 1x06 (2012)
- Haven – serie TV, 11 episodi (2013)
- Private Eyes – serie TV, episodio 2x15 (2018)
- Cloak & Dagger – serie TV, 17 episodi (2018-2019)

## Doppiatrici italiane
Nelle versioni in italiano delle opere in cui ha recitato, Emma Lahana è stata doppiata da:
- Elena Liberati in Tempesta polare
- Valentina Favazza in Hellcats
- Ilaria Latini in Due case per Natale
- Francesca Manicone in Cloak & Dagger